# Microloxoconcha compressa
Microloxoconcha compressa is een mosselkreeftjessoort uit de familie van de Loxoconchidae. De wetenschappelijke naam van de soort is voor het eerst geldig gepubliceerd in 1953 door Hartmann.